# Tankológia
A Tankológia a Tankcsapda korábban ki nem adott felvételeit tartalmazó, 1999-ben megjelent gyűjteményes albuma. Ritkaság felvételek, koncert- és demószámok, valamint egy új dal, a "Mennyország Tourist" szerepel a lemezen. Ez utóbbi bátran nevezhető a Tankcsapda egyik legnagyobb slágerének. A Tankológia 2001-ben vált aranylemezzé.

## Az album dalai
1. "Mennyország Tourist"
2. "Akapulkó" (demo '97)
3. "(Run) Like the 'Head"
4. "Mikor a srác..." (demo '95)
5. "Legyen köztünk híd!" (live - E-klub, Budapest, 1998. április 30.)
6. "Kicsikét" (live - E-klub, Budapest, 1998. április 30.)
7. "Bárány" (live - E-klub, Budapest, 1998. április 30.)
8. "Nem lesz jobb" (demo '96)
9. "Babyface (Hi to Lemmy)"
10. "Bon (Én megyek utánad)"
11. "A legjobb méreg" (instrumentális)
12. "Purple Haze" (Jimi Hendrix feldolgozás)
13. "Magzat a méhben" (demo '94)
14. "Szívd!" (demo '94)
15. "Johnny a mocsokban" (live - Rock Klub, Szeged, 1991. április 4.)
16. "For Beth" (tech.mix)

## Közreműködők
| Év        | Felállás                                                                                                  | Dalok                    |
| --------- | --- | ------------------------ |
| 1989-1992 | - Lukács László – gitár, ének - Tóth Laboncz Attila "Labi" - basszusgitár, vokál - Buzsik György – dobok  | Track 3, 9-11, 15        |
| 1993-1998 | - Lukács László – basszusgitár, ének - Molnár "Cseresznye" Levente – gitár, vokál - Buzsik György – dobok | Track 2, 4, 8, 12-14, 16 |
| 1998-1999 | - Lukács László – basszusgitár, ének - Molnár "Cseresznye" Levente – gitár - Elek Ottó – dobok            | Track 1, 5-7             |

## Eladási minősítések
| Ország       | Eladási minősítés (2001) | Példányszám |
| ------------ | ------------------------ | ----------- |
| Magyarország | arany                    | 25 000+     |

## Külső hivatkozások
- A Tankcsapda hivatalos oldala
- Encyclopaedia Metallum – Tankológia[halott link]